# Rems-Zeitung
Die Rems-Zeitung ist eine lokale Tageszeitung im Ostalbkreis und hat ihren Sitz in Schwäbisch Gmünd im Remstal. Herausgeber ist die Remsdruckerei Sigg, Härtel & Co. KG. Die Rems-Zeitung ist die älteste noch erscheinende Tageszeitung in Baden-Württemberg und führt ihre Geschichte auf die am 11. April 1786 erstmals erschienen Reichsstadt Gemündischen Nachrichten zurück.
Die verkaufte Auflage beträgt 10.165 Exemplare, ein Minus von 42,4 Prozent seit 1998.

## Geschichte

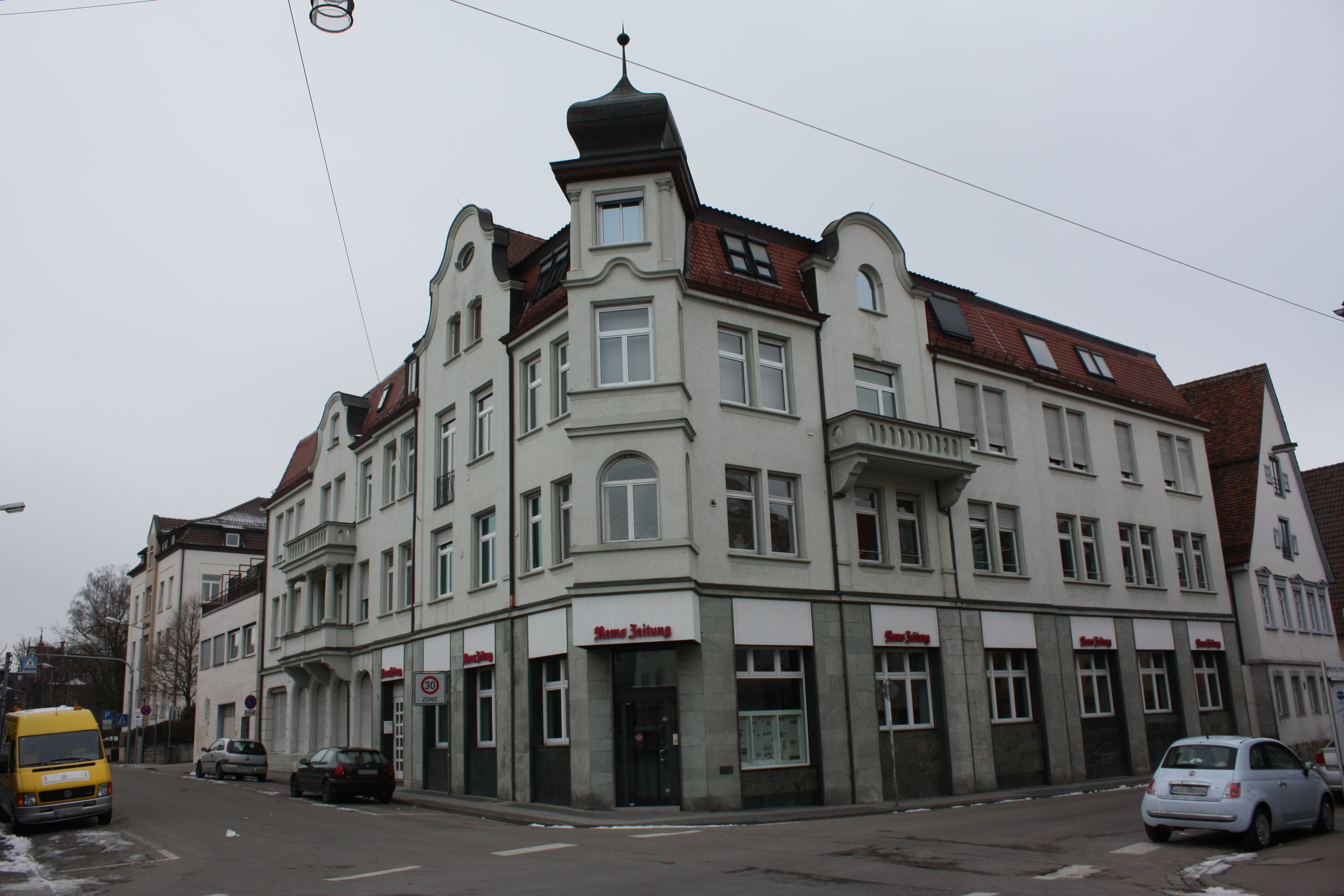
Verlagsgebäude der Rems-Zeitung

Aus einer seit 1728 bestehenden Buchdruckerei, die 1786 in Konkurs ging und komplett von dem Buchdrucker Benedikt Weeber aus Dinkelsbühl gekauft wurde, ging die Rems-Zeitung hervor. Weeber drängte auf Herausgabe eines Wochenblattes, da die Lehrer und andere belesene Leute auf Blätter aus Stuttgart angewiesen waren, die durch Kaufleute nach Gmünd gebracht wurden. Weeber bat die Stadt um die Erlaubnis, ein Wochenblatt drucken zu dürfen, und am 4. März 1786 erlaubte es ihm der ganze und geheime Rat.
So erschien am 11. April 1786 die erste in Gmünd selbst gedruckte Zeitung, deren Rechtsnachfolger die heutige Rems-Zeitung ist. Weeber geriet jedoch in wirtschaftliche Schwierigkeiten, weil er den Kauf des Bürgerrechts und den der Druckerei ohne Eigenkapital auf die Füße gestellt hatte. Der Betrieb ging 1791 an seine Hauptgläubigerin Katharina Barbara Ritter, die ihn an ihren 20-jährigen Sohn Johann Georg, einen gelernten Buchdrucker, übergab. Er prägte in den folgenden 30 Jahren die Gmünder Zeitungsgeschichte. Anfang 1792 erschien das Wochenblatt neu unter dem Titel Reichsstadt Gemündische Nachrichten.
In der einzig erhaltenen Ausgabe vom 2. Februar 1793 wird ausführlich über die Hinrichtung des französischen Königs Ludwig XVI. berichtet, die am 21. Januar stattgefunden hatte – für damalige Verhältnisse eine recht schnelle Berichterstattung.
Allerlei Wirrungen folgten, die zeitweise zu zwei konkurrierenden Zeitungen führten. Sie wurden 1842 unter dem Titel Der Bote vom Remsthale, Amts und Intelligenzblatt für den Oberamtsbezirk Gemünd und dessen Umgebung zusammengeschlossen. Im Frühjahr 1855 verkaufte der zwischenzeitliche Besitzer Joseph Keller den Verlag an Friedrich Löchner aus Gmünd, der die Entwicklung des Zeitungswesens in der Stadt entscheidend vorantreiben sollte. Er entwickelte den Boten in Kürze zu einer modernen Zeitung mit einem klaren, einprägenden Satzspiegel, die sich nur unwesentlich von heutigen Blättern unterscheidet.
Mit der Ausgabe vom 2. Juni 1867 nahm die Zeitung den Namen an, der ihr – von der Zeit des Nationalsozialismus abgesehen – bis auf den heutigen Tag geblieben ist: Rems-Zeitung.
1933 geriet die Rems-Zeitung, damals als katholisch ausgerichtetes Blatt dem Zentrum nahestehend, zwangsläufig in Gegensatz zur religionsfeindlichen NSDAP. Noch nach der Machtübernahme der Nationalsozialisten im Januar 1933 nahm sie scharf gegen diese Partei Stellung, auch im Wahlkampf zur Reichstagswahl 1933.
Um die Zeitung zu schwächen, entzogen ihr die Nationalsozialisten die amtlichen Nachrichten. Außerdem wurde im Auftrag des Reichsministeriums für Volksaufklärung und Propaganda die zentral von Berlin gelenkte Phoenix GmbH gegründet, die katholische Zeitungen aufkaufen sollte. Am 14. Mai 1936 wurde die Rems-Zeitung gezwungen, mit der Phoenix einen Kaufvertrag abzuschließen. Sechs Wochen später wurde sie mit der von den Nationalsozialisten herausgegebenen Remstalpost zur Schwäbischen Rundschau zwangsvereinigt.
Die Rems-Zeitung, die nun als Schwäbische Rundschau erschien, war ein kleines Rädlein in einer großen Parteimaschine geworden, die Tag für Tag das nationalsozialistische Gedankengut veröffentlichen musste. Mit der Nummer 90 vom 19. April 1945, dem Tag vor dem Einmarsch der Amerikaner in Gmünd, beendete die Schwäbische Rundschau, zwei Seiten dünn, ihr Dasein.
Seit 1949 erscheint die Rems-Zeitung wieder sechsmal wöchentlich im früheren Verlag. Zunächst wurde der überregionale Mantel von der NWZ in Göppingen bezogen. Inzwischen kommen diese Seiten seit Jahrzehnten von den Stuttgarter Nachrichten. Seit dem 1. April 2004 wird die Rems-Zeitung bei der Pressehaus Stuttgart Druck GmbH im – bereits Ende des 19. Jahrhunderts und dann wieder seit den 1960er-Jahren verwendeten – Rheinischen Format gedruckt.
Auf dem Nachrichtenportal remszeitung.de finden sich seit Juni 2024 – über das Angebot in der gedruckten Ausgabe hinaus – weitere Berichte über das Geschehen in der Region und darüber hinaus Nachrichten aus Baden-Württemberg, Deutschland und der ganzen Welt, journalistisch aufbereitet vom Digitalpartner, dem RedaktionsNetzwerk Deutschland (RND).

## Verbreitungsgebiet
Das Verbreitungsgebiet der Rems-Zeitung entspricht fast genau dem früheren Landkreis Schwäbisch Gmünd. Es umfasst die Städte und Gemeinden Abtsgmünd, Alfdorf, Bartholomä, Böbingen an der Rems, Durlangen, Eschach, Göggingen, Gschwend, Heubach, Heuchlingen, Iggingen, Leinzell, Lorch, Mögglingen, Mutlangen, Obergröningen, Ruppertshofen, Schechingen, Schwäbisch Gmünd, Spraitbach, Täferrot und Waldstetten.
Im selben Gebiet ist auch die Gmünder Tagespost verbreitet.

## Auflage
Die Rems-Zeitung hat wie die meisten deutschen Tageszeitungen in den vergangenen Jahren an Auflage eingebüßt. Die verkaufte Auflage ist in den vergangenen 10 Jahren um durchschnittlich 2,8 % pro Jahr gesunken. Im vergangenen Jahr hat sie um 4 % abgenommen. Sie beträgt gegenwärtig 10.165 Exemplare. Der Anteil der Abonnements an der verkauften Auflage liegt bei 93 Prozent.
| 1998  | 1999  | 2000  | 2001  | 2002  | 2003  | 2004  | 2005  | 2006  | 2007  | 2008  | 2009  | 2010  | 2011  | 2012  | 2013  | 2014  | 2015  | 2016  | 2017  | 2018  | 2019  | 2020  | 2021  | 2022  | 2023  | 2024  |
| ----- | ----- | ----- | ----- | ----- | ----- | ----- | ----- | ----- | ----- | ----- | ----- | ----- | ----- | ----- | ----- | ----- | ----- | ----- | ----- | ----- | ----- | ----- | ----- | ----- | ----- | ----- |
| 17660 | 17619 | 17566 | 17564 | 16984 | 16799 | 16553 | 16336 | 15980 | 15795 | 15500 | 15178 | 14931 | 14640 | 14230 | 13857 | 13625 | 13306 | 12949 | 12705 | 12386 | 11983 | 11696 | 11480 | 11132 | 10676 | 10253 |

## Besonderheiten
- Die Rems-Zeitung war bereits Anfang der 1990er-Jahre die erste Tageszeitung in Europa, die ausschließlich digitale Fotografie in der täglichen Praxis einsetzte
- Bedeutende Journalisten, die ihre Ausbildung bei der Rems-Zeitung absolviert haben, sind Theo Sommer und Günter Ogger.